# Doom Bar
La Barra de Hado (anteriormente sabido como Dunbar arenas, Duna-barra, y Doom Bar en inglés) es un banco de arena en la boca del estuario del Camello de Río, donde conoce el Mar Céltico en la costa del norte de Cornualles, Inglaterra.  Como otros dos bancos de arena permanentes más arriba del estuario, la Barra de Hado está compuesta principalmente de arena marina que continuamente está siendo arrastrada del lecho marino. Más de 60 % de la arena procede de conchas marinas, haciéndolo una fuente importante para el encalado del suelo, el cual ha sido recogido para centenares de años; un estimado 10 millones de toneladas de arena o más han sido sacados del estuario desde principios del siglo XIX, principalmente por dragado.
La boca de estuario, expuesto al Océano Atlántico, es un entorno altamente dinámico, y las arenas han sido prone a cambios dramáticos durante tormentas. Según tradición, la Barra de Hado formada en el reinado de Enrique VIII, averiando la prosperidad del puerto de Padstow una milla arriba del estuario.
Hasta que el vigésimo siglo, acceso a Padstow el puerto era vía un canal estrecho entre la Barra de Hado y los acantilados en Stepper Punto, un paso difícil para navegar barcos a navigate especialmente en del norte-westerly vendavales cuándo los acantilados cortarían del viento. Muchos barcos eran wrecked en la Barra de Hado, a pesar de la instalación de mooring anillos y capstans en los acantilados y quarrying fuera parte de Stepper Punto para mejorar el viento. En el vigésimo siglo temprano el canal principal apartado de los acantilados, y continuados dredging lo ha hecho mucho más seguro para barcas, pero las muertes han ocurrido en la barra tan recientemente cuando 1997.
Una leyenda de folclore de Cornualles relaciona que una sirena creó la barra como morir maldición en el puerto después de que esté disparada por un hombre local. La Barra de Hado ha sido utilizada en poesía para simbolizar sentimientos de melancolía, y ha dado su nombre al flagship ale de Agudo Cervecería.

## Descripción

La Barra de Hado en bajamar, con el canal de río en el lado lejano

La Barra de Hado es un sandbar en la boca del estuario de Camello en la costa del norte de Cornwall. La barra está compuesta mayoritariamente del sedimento tosco llevó arriba del seabed por procesos de carga de la cama, y ha sido mostrado que hay un neto inflow de sedimento al estuario. Esto inflow es ola asistida por y tidal procesos, pero los patrones exactos de transporte de sedimento dentro del estuario es complejo y no es plenamente entendió. hay sólo un sedimento muy pequeño contribución del Camello de Río él: la mayoría del sedimento del río está depositado mucho más alto arriba del estuario.
Hay tres sandbars persistentes en el estuario de Camello: la Barra de Hado; la Barra de Ciudad en Padstow, aproximadamente 1 milla (1.6 km) río arriba; y el Banco Halwyn justo río arriba de Padstow, donde la dirección de cambios del estuario. Todo tres es de composición similar; una proporción grande de su sedimento está derivada de conchas de molusco marino, y como consecuencia incluye un nivel alto de carbonato de calcio, medido en 1982 en 62 por céntimo. El contenido de carbonato de calcio alto de la arena ha significado que lo ha sido utilizado para centenares de años para mejorar tierra agrícola por liming. Este uso es sabido de datar atrás a antes 1600. Niveles de carbonato de calcio altos combinaron con sal de mar natural hizo la arena valiosa a labradores como un fertilizador alcalino cuándo mezclado con manure.

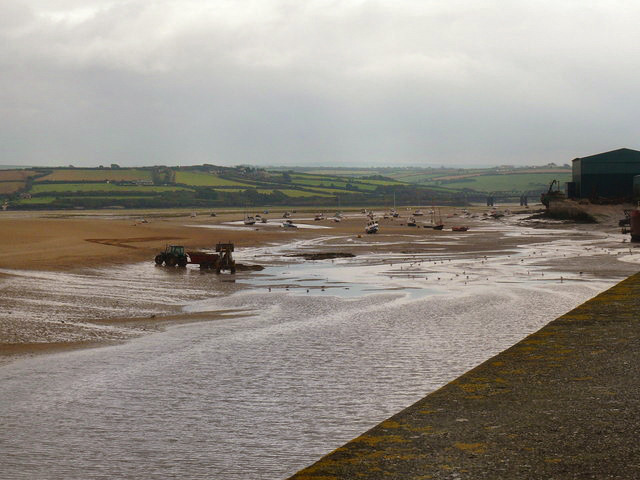
Un tractor y tráiler dredging arena de la Barra de Ciudad cercana

En un informe publicado en 1839, Henry De la Beche estimó que la arena de la Barra de Hado accounted para entre un quinto y un trimestre de la arena utilizada para agricultura en Devon y Cornwall. También declare que alrededor 80 hombres eran permanentemente empleados a dredge el área de varios barges, sacando un estimadas 100,000 toneladas largas (100,000,000 kg) de arena por año, el cual diga que haya sido "asegurado por las personas competentes" habían causado una reducción en altura de la barra de entre 6 y 8 pies (180 y 240 cm) en los 50 años antes de que 1836. Otro informe, publicó aproximadamente veinte años más tempranos por Samuel Drew, declarado, aun así, que a pesar de que el sandbars había sido "pillaged" para edades quedaron undiminished. Un estimado diez millones de toneladas de sedimento estuvo sacada del estuario entre 1836 y 1989, mayoritariamente para propósitos agrícolas y mayoritariamente de la Barra de Hado. La arena es todavía regularmente dredged del área; en 2009 un estimado 120,000 toneladas de arena estuvieron sacadas de la barra y el estuario circundante.
Hay un bosque sumergido debajo la parte oriental de la Barra de Hado, de Daymer Bahía. Está creído para ser parte del wooded llanura que existido del actual Cornwall costa antes de que esté vencido por dunas de arena y arena de playa durante el último aumento significativo en mar-nivel, el cual acabó alrededor hace 4,000 años. Expuesto cuando son al Océano Atlántico, las arenas del área siempre ha sido prone a cambios repentinos: varias casas estuvieron dichas a ha sido enterrado una noche durante una tormenta potente. Según tradición uno tal cambio dirigió a la formación de la Barra de Hado durante el reinado de Henry VIII (1509@–1547), causando una disminución en la prosperidad de Padstow. Hoy, el sandbank cubiertas aproximadamente 0.4 millas cuadradas (1.0 km²), enlazando las playas Puerto cercano Cove por pisos de arena, a pesar de que la medida real y la forma varía.
```
La Barra "de Hado del nombre" es una corrupción del nombre más viejo 
Dunbar
 cuál él deriva de 
duna-barra.
[
7
]
[
14
]
 A pesar de que la barra era generalmente sabida como "Dunbar arenas" antes de que 1900, la Barra "de Hado del nombre" estuvo utilizada en 1761 (como "el Hado-barra"), y sea también utilizado en poesía, y en Casa de Commons papeles en el decimonoveno siglo.
[
16
]
[
17
]
[
18
]
```

## Peligro a navío
Para siglos, la Barra de Hado estuvo considerada como peligro significativo a barcos—para ser acercados con amonestación para evitar que corre encallado. Cuándo las velas eran la fuente principal de poder, embarca venir ronda Stepper el punto perdería el viento, causando pérdida de steerage, dejándoles para ir a la deriva fuera del canal. A veces, gusts del viento sabido colloquially como "los defectos" soplaron sobre Stepper Punto y empujó barcos hacia el sandbank. Cayendo la ancla no ayudaría, cuando no pueda obtener un firme agarrarse la arena. Richard Hellyer, el Sub-Comisario de Pilotaje en Padstow, dio evidencia en 1859 que la Barra de Hado estuvo considerada tan peligroso que en una tormenta, los barcos arriesgarían ser wrecked en la costa más que negociar el canal a Padstow puerto.
En 1761 John Griffin publicó una letra en la Crónica de Londres que recomienda métodos para introducir el estuario de Camello durante tiempo áspero, particularmente mientras vientos de noroeste del norte soplaban y describió los tornillos y anillos haya fijado a los acantilados para asistir barcos intentando introducir el puerto. Mooring Los anillos eran todavía allí en 1824, y alrededor 1830, tres capstans en la base de los acantilados y bollards a lo largo de los acantilados, por qué barcas de medio podrían ser warped sin incidentes pasados la barra estuvo instalada.
En 1846, el Plymouth y Padstow compañía de Ferrocarril tomó un interés en probar para sacar la Barra de Hado, esperando aumentar comercio a través del puerto en Padstow. El plan era para crear un breakwater en la barra, el cual pararía la complexión-arriba de arena, y el ferrocarril transportaría arena de las dunas cercanas a dónde esté necesitado para propósitos agrícolas en otro lugar en el oeste del sur.
En el acontecimiento, tampoco el breakwater ni el ferrocarril estuvo construido, pero el asunto era reexaminado por el 1858 británico Parlamentario Selecciona Comité en Puertos para Refuge. El seleccionar el comité tomó evidencia de muchos testigos sobre puertos en todas partes el país. Para Padstow, evidencia de Capitán Claxton, RN, declaró que sin la extracción de la arena, barcos en la aflicción sólo podría utilizar el puerto en pleamar. El comité estuvo dicho por J. D. Bryant, un comisario portuario y Auricular de Wreck para Padstow, aquello en 1848 Padstow Asociación de Puerto había cortado abajo una pieza pequeña de Stepper Punto, el cual había dado embarca aproximadamente 50 fathoms de viento "justo extra" al puerto. Bryant extracción más lejana recomendable del señalar cuál dejaría un viento cierto a lo largo del pasado de canal entero el peligroso sandbar.

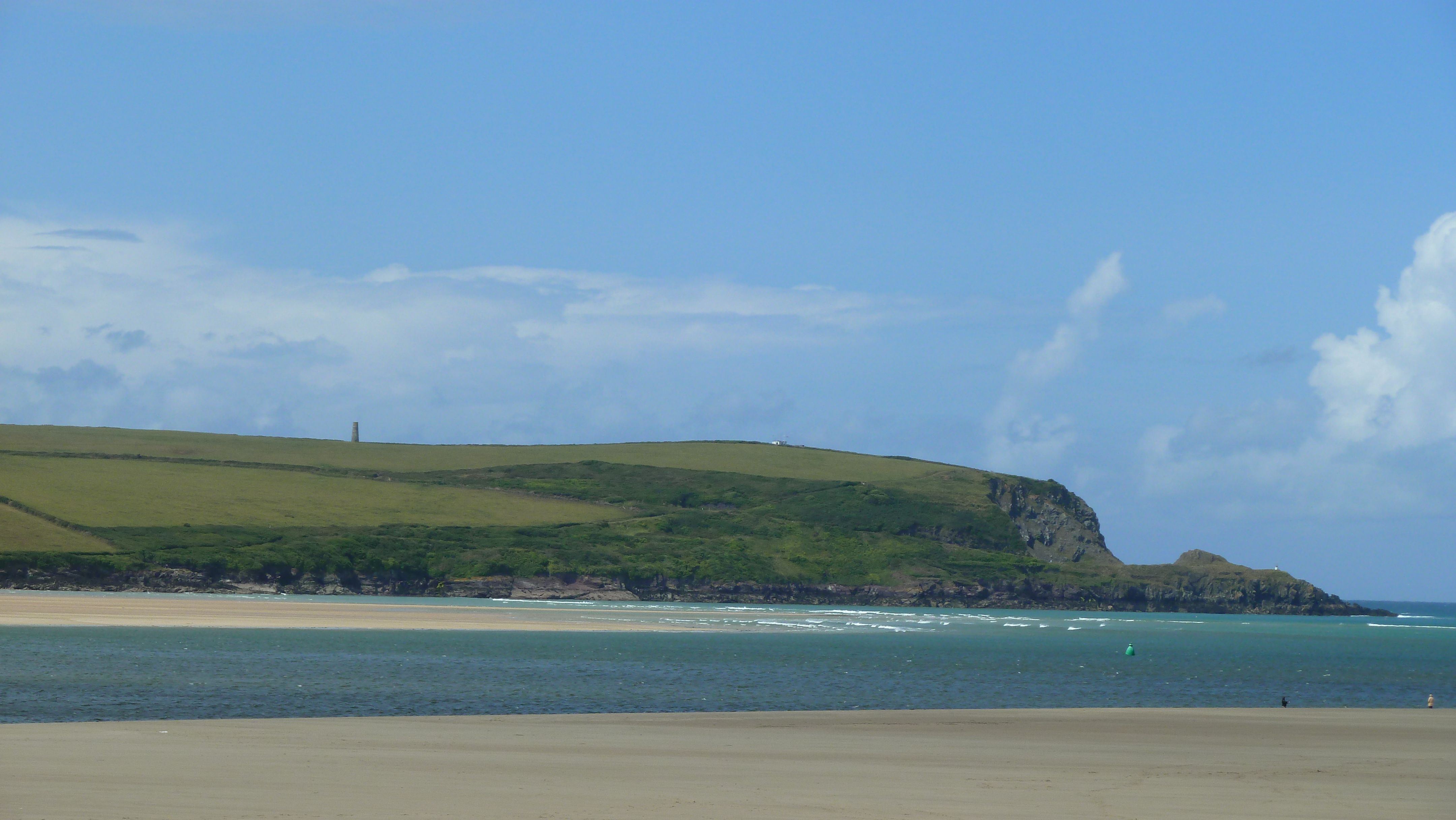
La Barra de Hado y Stepper Punto de Daymer Bahía; la inmersión causada por sacude ser sacado de Stepper el punto es claramente visible.

El seleccionar informe de comité concluyó la barra regresaría a través de re-silting si sea dredged, y había recursos insuficientes para impedirlo. Varias alternativas estuvieron habladas, incluyendo la construcción de dos paredes de guía a sluice agua a través de la barra, así sacándolo. La evidencia estuvo dada que la barra estuvo hecha de "arena dura" cuál probaría difícil de sacar. Durante las discusiones,  esté indicado que whilst el sandbank podría ser sacado por una variedad de métodos, no significativamente mejore acceso al puerto, y que un puerto de refuge sería mejor en la costa galesa.
El informe final del comité determinó que a lo largo de la totalidad de la costa pedregosa entre el fin de la tierra y Hartland Punto, Padstow era el único potencialmente puerto seguro para el coasting comercio cuándo la mayoría de peligroso del norte-westerly onshore los vendavales soplaban. Note que Padstow la seguridad era compromised por la Barra de Hado y por el efecto que forma remolino de Stepper Punto. El informe gasto inicial recomendable de £20,000 para cortar abajo la parte exterior de Stepper Punto, el cual, conjuntamente con el capstans, bollards y mooring anillos, significativamente reduciría el riesgo a navío.
Durante el vigésimo siglo la Barra de Hado era regularmente dredged para mejorar acceso a Padstow. Por el @1930s, cuándo Comandante H.E. Turner surveyed el estuario,  había dos canales alrededor de la Barra de Hado, y está creído que el canal principal puede haber movido al lado del este en 1929. Por 2010 el canal original había desaparecido. El estuario es regularmente dredged por Padstow Comisión de Puerto dredgers, Sandsnipe y Mannin.

## Naufragios

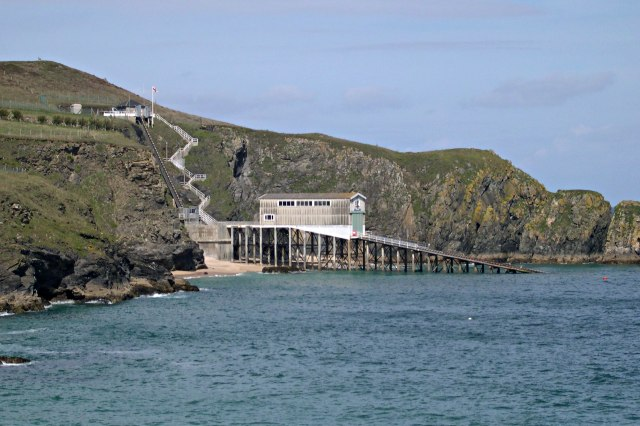
Los restos del viejos Padstow Estación de Bote salvavidas, reemplazado en 2006

La Barra de Hado ha accounted para más de 600 beachings, cambia y wrecks desde los registros empezaron temprano en el decimonoveno siglo, la mayoría de los cuales son wrecks.
Las barcas más grandes que introducen Padstow estuvo ofrecido asistencia, generalmente por pilotos quién esperaría en Stepper Punto cuándo un barco lo señaló sería introducir. Si una barca era foundering, salvors daría un paso en y ayuda. Había casos donde salvors intentó a overstate el peligro en tribunal, con objeto de extorsionar más dinero de los dueños. Esto pasó al brig El Towan, el cual floundered en octubre de 1843 pero no fue en peligro significativo. A pesar de que no necesite asistencia, salvors interferido e intentado para reclamar una cantidad grande en compensación del dueño.
En 1827, la Vida recientemente fundada-Institución de barca fondo ayudado un bote salvavidas permanente en Padstow, unos 23 pies (7.0 m) bote de remos con cuatro remos. La casa de bote salvavidas en Vendedor ambulante Cove estuvo levantado dos años más tarde por el Padstow Asociación de Puerto para la Preservación de Vida y Propiedad de Naufragio. Charles reverendo Prideaux-Brune de Prideaux el sitio era el patrón. En 1879, cuatro de sus nietas y su amigo remaban en la Barra de Hado y vio un oficio baja. Remaron fuera para salvar el marinero de inundar. Tan sea muy inusual para mujeres para rescatar hombres todo cinco chicas recibieron una Institución de Bote salvavidas Nacional Real Medalla de Plata para su bravery.
A pesar del canal oriental más seguro y mejoras en tecnología marítima, la Institución de Bote salvavidas Nacional Real todavía trata incidentes en la Barra de Hado. En febrero de 1997, dos pescadores quién no llevaba lifejackets inundado después de su barca cambió. Dos rapes habían sido matados en un incidente similar en 1994. El 25 de junio de 2007, el Padstow el bote salvavidas y un helicóptero de rescate rescataron las tripulaciones de dos yates en incidentes separados del área.

### HMSBacaladilla

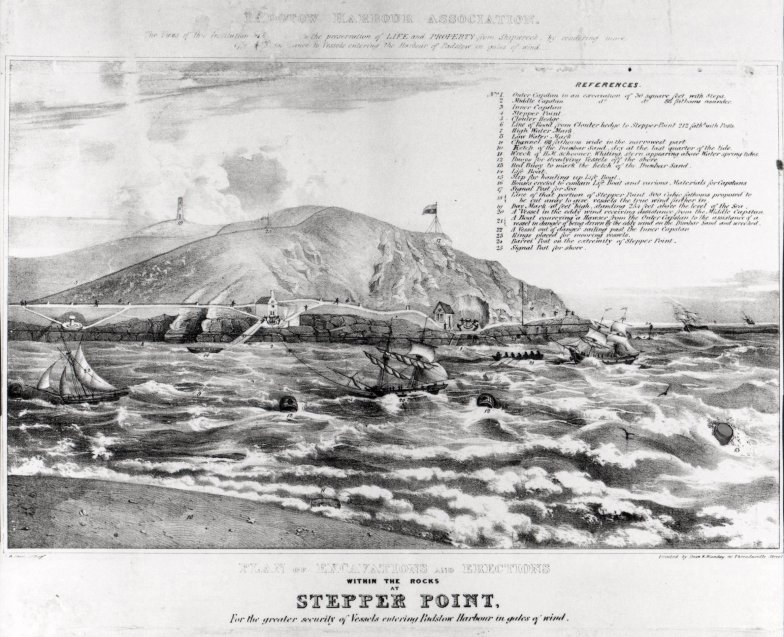
Un lithograph de Stepper Punto por el Padstow Asociación de Puerto, mostrando la ubicación del HMS Bacaladilla wreck

El único warship informó wrecked en la Barra de Hado era HMS Bacaladilla, una goleta de 12 pistolas. La Bacaladilla era originalmente un cargo barco Flecha nombrada, el cual viajó de los Estados Unidos a Francia;  esté capturada por el Real Navy el 8 de mayo de 1812 y rebautizó. El 15 de septiembre de 1816,  corra encallada en la Barra de Hado como la marea era ebbing y el viento era de un unfavourable la dirección que ofrece poca asistencia. Según tribunal-marcial transcripts, un intento de moverle estuvo hecho en la pleamar próxima, pero apechugue con el agua y él era imposibles de salvarle.
La bacaladilla estuvo abandonada sobre el próximo pocos días y la tripulación salvaged cualquier cosa podrían. El agente en cargo, Lugarteniente John Jackson, perdió un año seniority para negligencia, y tres tripulantes estuvieron dados 50 @lash " con nueve colas" para deserción. El wreck estuvo vendido a salvors y, a pesar de la correspondencia que pide salvage once años más tarde, el navy tomó no interés más lejano. El Real Navy intentó a encuesta el wreck en junio de 1830, por qué tiempo el sandbank había cubierto la mayoría de él. En mayo de 2010 una búsqueda marina y grupo de exploración, ProMare, y la Sociedad de Arqueología Náutica, con la ayuda de Padstow Escuela Primaria, montó un buscar el barco. Los grupos buscaron cuatro sitios en la Barra de Hado, pero tener tan lejos sido unsuccessful.

### Antoinette
El barco más grande wrecked en la Barra de Hado está creída para ser la Antoinette, un 1874 barque de 1,118 toneladas. En el día del año Nuevo 1895,  ponga vela de Newport en Gales Del sur con un cargo de carbón para Brasil, pero foundered cercano Lundy Isla, perdiendo partes de su #palo. Esté remolcada por un tirón de vapor hacia Padstow pero golpeó la Barra de Hado y la cuerda de estopa tampoco rompieron, o tuvo que ser liberado. Su tripulación de catorce y varios hombres quién había intentado a salvage le estuvo rescatado por botes salvavidas de Isaac Portuario y Padstow, siguiendo cuál rápidamente se hunda.
Intentos por tres tirones de Cardiff para sacar el wreck era unsuccessful, pero la próxima primavera la marea llevó el midsection arriba del estuario a Barra de Ciudad, opuesto Padstow, donde sea un hazard a navío. Un minero el papa nombrado se apellidó en para sacarlo:  utilice gelignite sin éxito, aunque la explosión estuvo informada para tener roto muchas ventanas en la ciudad. En 2010 un wreck, identificado tan casi ciertamente la Antoinette, emergió encima Barra de Ciudad. El Real Navy Unidad de Eliminación de la Bomba falló para derribarlo y esté marcado con una boya; en Marcha 2011 trabajo empezó para derribar el resto de él utilizando sierras.

## En literatura

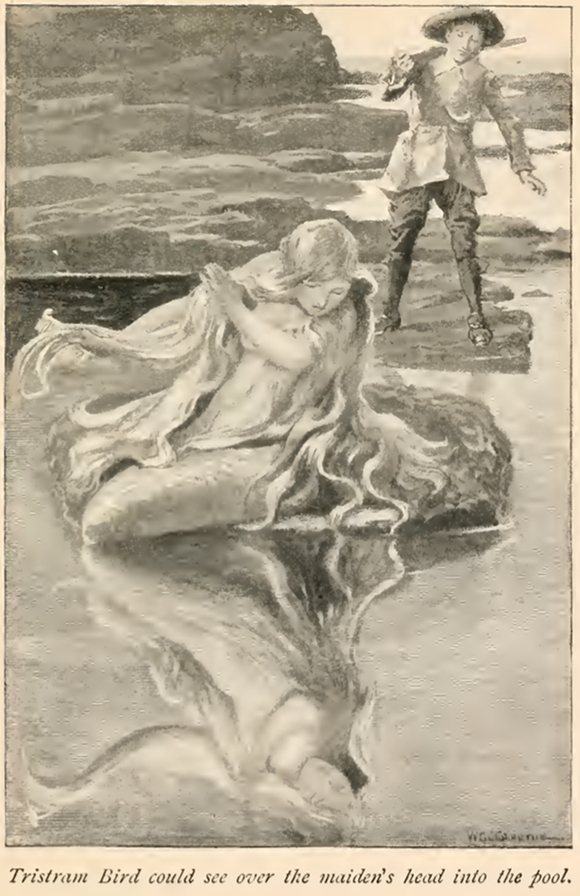
Tristram Pájaro y el Mermaid de Padstow, de Enys Tregarthen Del norte Cornwall Hadas y Leyendas

Según folclore local, la Barra de Hado estuvo creada por el Mermaid de Padstow como morir maldición después de que el ser disparó. En 1906, Enys Tregarthen escribió que un Padstow lugareño, Tristram Pájaro, compró una pistola nueva y quiso disparar algo digno de él. Vaya cazar sellos en Vendedor ambulante Cove pero fundar una mujer joven que sienta en un rock que cepilla su cabello. Entranced Por su belleza,  ofrezca para casarle y cuándo rechace dispare su en represalia, sólo dándose cuenta después que sea un mermaid. Tan muera maldiga el puerto con una "barra de hado", de Vendedor ambulante Cove a Trebetherick Bahía. Un vendaval terrible sopló arriba de aquella noche y cuándo él finalmente subsided había el sandbar, "cubierto con wrecks de barcos y cuerpos de hombres ahogados".
El ballad, El Mermaid de Padstow, dice una historia similar de una lugareña nombró Tom Yeo, quién disparó el mermaid mistaking su para un sello. John Betjeman, quién era bien-familiarizado con el área, escribió en 1969 que el mermaid conoció un hombre local y cayó enamorado con él. Cuándo ya no pueda aguantar viviendo sin él,  intente engañarle debajo las olas pero él huyeron por dispararle. En su rabia eche un handful de arena hacia Padstow, alrededor de qué el sandbank creció. En otras versiones del cuento, el mermaid canta de las rocas y unos brotes de juventud en su con una ballesta, o un hombre codicioso dispara su con un longbow. Mermaids Estuvo creído para cantar a sus víctimas de modo que pueden engañar adulterers a su muerte.
El mermaid la leyenda extiende allende la creación de la Barra de Hado. En 1939 Samuel Williamson declaró hay mermaids comparable a Sirenas que mentira en las aguas superficiales y sorteo en barcos para ser wrecked. Además, "el distressful grito de una mujer bewailing su muerto" está dicho para ser oído después de una tormenta donde las vidas están perdidas en el sandbar.
Rosamund Watson  "Ballad de Pentyre la ciudad" utiliza el sandbank para imaginería a elicit sentimientos de melancolía cuándo hablando de dejar todo para amor. Un poema victoriano por Alice E. Gillington, "El Hado-Barra", relaciona la historia de una chica quién dio un engraved anillo al hombre le encantó antes de que navegue fuera a través de la Barra de Hado, rompiendo su corazón. Cuatro años más tarde, cuándo la marea era más baja que habitual, sus amigos le persuadieron para andar fuera en la arena donde encuentre el anillo dentro de una vieira.  Dándose cuenta tenga que haber tossed lo aparte en la noche deje,  resuelva no para quedar corazón-roto, pero para navegar fuera a mar ella.
Un juego, La Barra de Hado, aproximadamente contrabando y wrecking estuvo escrito en el temprano @1900s por Arthur Hansen Bush. A pesar de que no había ningún interés en Londres sea bien recibido en América, y estuvo planificado para visitar en Chicago y Nueva York. Una serie de percances, culpados en el legendarios wrecker Crueles Coppinger, culminando en un fuego en Baltimore, causó el juego para ser consideró maldecido por los actores de América' las uniones y sus miembros estuvieron prohibidos de aparecer en él.

## Barra de hadoamarga

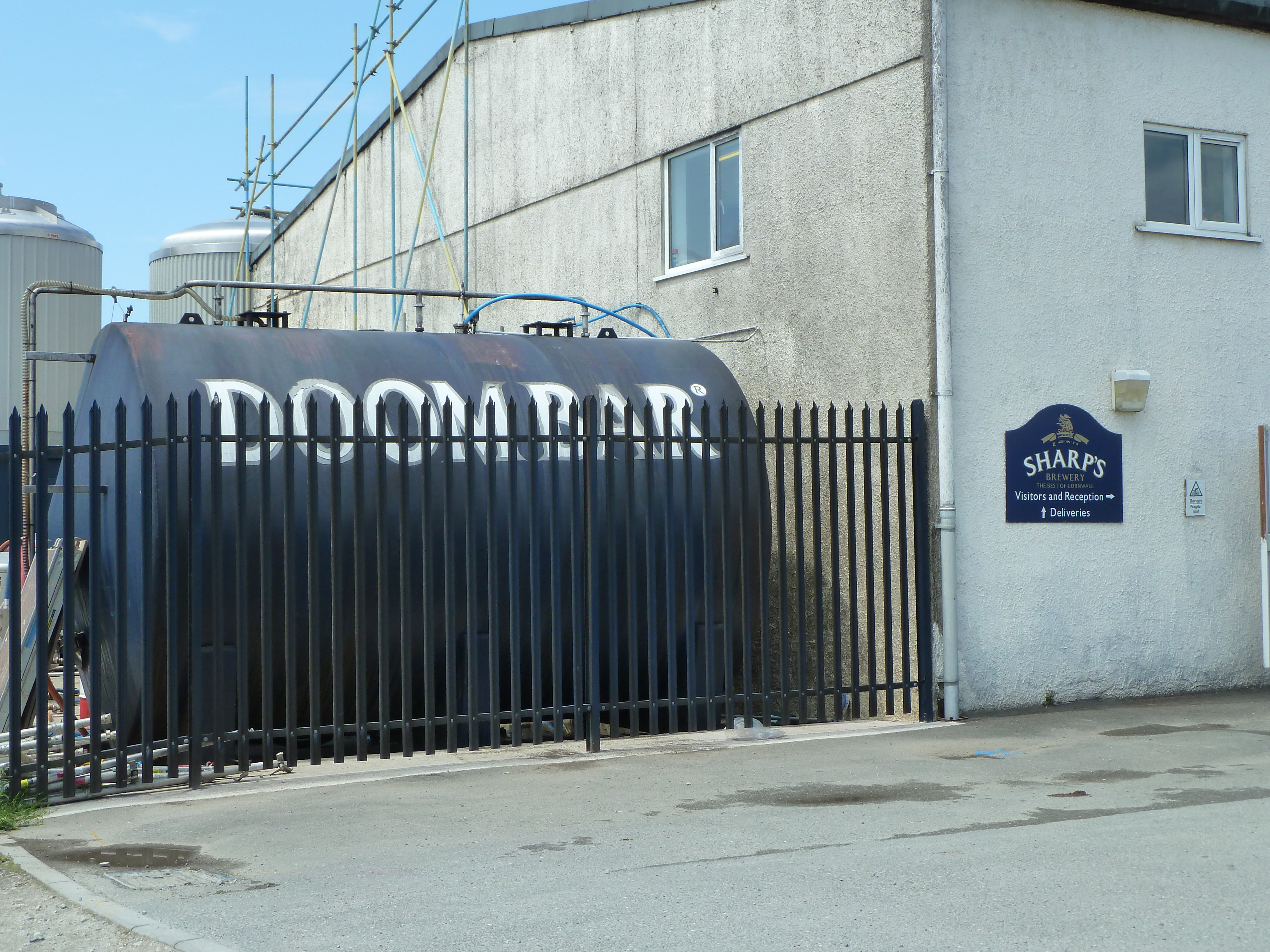
Tanque de cerveza de Barra de hado en Agudo Cervecería

Barra de hado es un amargo (4.0% abv) brewed por Agudo Cervecería originalmente en Rock, un pueblo en el estuario opuesto Padstow y en Burton-a-Trent. Es la cervecería flagship cerveza, contabilidad para 90 por céntimo de ventas y con una producción de 24,000,000 imperial pints (14,000 kl) en 2010. En 2011, las ventas aumentaron por 22 por céntimo, haciéndolo el Reino Unido más rápido creciendo ale para tres años en una fila. Tan de junio de 2013, Barra de Hado amarga devenía el número un Reino Unido cask ale, por volumen y valor.